# Goh Panaih
Goh Panaih är en kulle i Indonesien.   Den ligger i provinsen Aceh, i den västra delen av landet, 1 800 km nordväst om huvudstaden Jakarta. Toppen på Goh Panaih är 132 meter över havet.
Terrängen runt Goh Panaih är varierad. Havet är nära Goh Panaih norrut. Runt Goh Panaih är det ganska tätbefolkat, med 179 invånare per kvadratkilometer. Närmaste större samhälle är Banda Aceh, 7,2 km nordost om Goh Panaih. Trakten runt Goh Panaih består till största delen av jordbruksmark.